# Goršćaki
Goršćaki is een plaats in de gemeente Karlovac in de Kroatische provincie Karlovac. De plaats telt 139 inwoners (2001).